# Hnîdava, Zbaraj
Hnîdava (în ucraineană Гнидава) este un sat în comuna Kohanivka din raionul Zbaraj, regiunea Ternopil, Ucraina.

## Demografie
Componența lingvistică a localității Hnîdava
     Ucraineană (99,52%)
     Alte limbi (0,48%)
Conform recensământului din 2001, majoritatea populației localității Hnîdava era vorbitoare de ucraineană (99,52%), existând în minoritate și vorbitori de alte limbi.